# 警察足球隊 (香港)
警察足球隊（簡稱警察）屬於香港警務處轄下的「警察體育遊樂會」，是香港一支老牌足球隊。早於1910年便開始參加香港乙組足球聯賽，並且曾於香港甲組足球聯賽作賽，以警察會球場（俗稱花墟球場）作為主場，1998年退出聯賽。

## 球隊歷史
警察於1910年便加入香港乙組足球聯賽，1914–15年度球季，首次升上香港甲組足球聯賽，該屆甲組只得四隊角逐，警察憑較佳得失球壓倒同分的港會與海軍，在升上甲組首個球季便獲得聯賽亞軍。
1919–20年度球季，警察晉級高級組銀牌決賽，並且於決賽擊敗聖約瑟，奪得冠軍，贏得球隊史上首項重要賽事錦標。
到了1930年代中期，警察派出華警參加乙丙組聯賽，丙組聯賽甚至出現兩隊警察球隊，分別是歐警與華警。甲組隊則仍然由清一色洋球員組成，中文報章通常稱之為「西警」。
位於九龍界限街的警察會球場（俗稱花墟球場）於1938年落成啟用，警察足球隊開始擁有自己的主場。
二次大戰後，警察於1947–48年度繼續參加香港甲組足球聯賽，成績通常位處中游，最佳成績是於1958–59年及1964–65年兩度獲得甲組殿軍。
1966–67年度球季，警察殺入金禧盃決賽，可惜最終不敵星島，屈居亞軍。
到了1970年代，香港足球已遂漸職業化，警察繼續保持其業餘身份，實力開始跟其他球隊有差距。到了1973–74年度球季度，在甲組14支球隊中名列第13，戰後首次降落乙組作賽。由於警察的實力在乙組屬於勁旅，在甲組卻在於弱隊，自此經常在甲組與乙組之間徘徊，與另一支業餘球會港會一同被稱為香港足球聯賽的「升降機」。
1991–92年度香港甲組足球聯賽，警察以18戰1勝1和16負得4分的成績，在10支球隊中包尾，降落乙組，該屆乃是警察隊最後一次於甲組作賽。
在1997–98年度球季結束後，警察宣布退出聯賽，結束這支老牌球隊在香港聯賽80多年的競逐生涯。

## 球會榮譽
| 榮譽            | 次數        | 年度                                                 |             |             |             |
| 本 土 聯 賽     | 本 土 聯 賽 | 本 土 聯 賽                                          | 本 土 聯 賽 | 本 土 聯 賽 | 本 土 聯 賽 |
| --------------- | ----------- | ---------------------------------------------------- | ----------- | ----------- | ----------- |
| 乙組聯賽 冠軍   | 6           | 1974–75, 1977–78, 1979–80, 1982–83, 1983–84, 1990–91 |             |             |             |
| 丙組聯賽 冠軍   | 2           | 1961–62, 1973–74                                     |             |             |             |
| 本 土 盃 賽     |             |                                                      |             |             |             |
| 高級銀牌 冠軍   | 1           | 1919–20                                              |             |             |             |
| 金禧盃 亞軍     | 1           | 1966–67                                              |             |             |             |
| 士丹利木盾 冠軍 | 2           | 1950–51, 1951–52                                     |             |             |             |
| 初級銀牌 冠軍   | 3           | 1971–72, 1974–75, 1990–91                            |             |             |             |
| 初級總督盃 冠軍 | 2           | 1979–80, 1983–84                                     |             |             |             |

## 著名球員
- 窩利士*
- 龔華傑
- 伊雲士
- 區志賢*
- 張國駒
- 馬必雄
- 鄧柱盛
- 周志成*
- 吳錦洪
- 鄧國強* (首位乙組球員入選香港足球代表隊)

(*曾入選香港足球代表隊)

## 外部連結
- 足總歷史：歷屆聯賽冠軍盟主名錄 （页面存档备份，存于）